# 永岁站
永岁站位于中国广西壮族自治区桂林市全州县永岁乡，为湘桂铁路车站，距离衡阳站226千米，距离凭祥站787千米。该站建于1938年，现为四等站，屆时已不办理客运业务。。